# Phys.org
Phys.org est un agrégateur de nouvelles couvrant les domaines des sciences, de la recherche et des technologies. La grande majorité des contenus provient directement des communiqués de presse et d'agences de presse (pratique connue sous le nom de churnalisme,,,,). Phys.org est également à l'origine de contenus journalistiques scientifiques,,.
En avril 2011, Phys.org a lancé le site Medical Xpress dédié aux contenus sur la médecine et la santé.